# Чемпіонат світу з легкої атлетики серед юніорів 2018
Чемпіонат світу з легкої атлетики серед юніорів 2018 був проведений 10-15 липня в Тампере на однойменному легкоатлетичному стадіоні.
За регламентом змагань, до участі у першості допускались спортсмени 1999 року народження та молодше, які виповнили впродовж кваліфікаційного періоду встановлені нормативи та вимоги.
Рішення про проведення чемпіонату в Тампере було прийнято Радою ІААФ 10 березня 2016.
Склад національної збірної України для участі в чемпіонаті був затверджений виконавчим комітетом ФЛАУ 25 червня 2018.

## Призери

### Юніори
| Дисципліни                     | Золото                                                                                              | Золото        | Срібло | Срібло      | Бронза                                                                                              | Бронза         |
| ------------------------------ | --------------------------------------------------------------------------------------------------- | ------------- | --- | ----------- | --------------------------------------------------------------------------------------------------- | -------------- |
| 100 метрів                     | Лалу Мухаммад Зохрі Індонезія                                                                       | 10,18 NU20R   | Ентоні Шварц США                                                                                             | 10,22       | Ерік Гаррісон США                                                                                   | 10,22 PB       |
| 200 метрів                     | Джона Ефолоко Велика Британія                                                                       | 20,48 PB      | Чарльз Добсон Велика Британія                                                                                | 20,57       | Ерік Гаррісон США                                                                                   | 20,79          |
| 400 метрів                     | Йонатан Сакор Бельгія                                                                               | 45,03 NU20R   | Крістофер Тейлор Ямайка                                                                                      | 45,38       | Ченс Соєрс Ямайка                                                                                   | 45,89          |
| 800 метрів                     | Соломон Лекута Кенія                                                                                | 1.46,35       | Нгено Кіпнгетіч Кенія                                                                                        | 1.46,45 PB  | Еліотт Крестан Бельгія                                                                              | 1.47,27        |
| 1500 метрів                    | Джордж Манангої Кенія                                                                               | 3.41,74       | Якоб Інгебрігтсен Норвегія                                                                                   | 3.41,89     | Джустус Согет Кенія                                                                                 | 3.42,14        |
| 5000 метрів                    | Едвард Закайо Кенія                                                                                 | 13.20,16      | Стенлі Вайтака Кенія                                                                                         | 13.20,57    | Якоб Інгебрігтсен Норвегія                                                                          | 13.20,78 AU20R |
| 10000 метрів                   | Ронекс Кіпруто Кенія                                                                                | 27.21,08 CR   | Джейкоб Кіплімо Уганда                                                                                       | 27.40,36    | Беріху Арегаві Ефіопія                                                                              | 27.48,41 PB    |
| 110 метрів з бар'єрами (99 см) | Деміон Томас Ямайка                                                                                 | 13,16         | Орландо Беннетт Ямайка                                                                                       | 13,33       | Сюнсуке Ідзумія Японія                                                                              | 13,38 PB       |
| 400 метрів з бар'єрами         | Соквахана Зазіні ПАР                                                                                | 49,42         | Бассем Хемейда Катар                                                                                         | 49,59 PB    | Елісон дос Сантос Бразилія                                                                          | 49,78 PB       |
| 3000 метрів з перешкодами      | Такеле Нігате Ефіопія                                                                               | 8.25,35 SB    | Леонард Бетт Кенія                                                                                           | 8.25,39     | Гетнет Вале Ефіопія                                                                                 | 8.26,16 SB     |
| 4×100 метрів                   | США Ерік Гаррісон Ентоні Шварц Остін Крац Майка Вільямс Джозеф Андерсон (забіг) Джаред Гейз (забіг) | 38,88 WU20L   | Ямайка Ксав'єр Нерн Крістофер Тейлор Джевон Матерсон Майкл Стівенс Орландо Беннетт (забіг)                   | 38,96 NU20R | Німеччина Лукас Анса-Пепра Марвін Шульте Міло Скупін-Альфа Луїс Бранднер                            | 39,22          |
| 4×400 метрів                   | Італія Клаудіо Г'єтья Андреа Романі Алессандро Сібіліо Едоардо Скотті Лоренцо Бенаті (забіг)        | 3.04,05 NU20R | США Елайджа Годвін Ніколас Ремі Джастін Робінсон Говард Філдс Метью Болінг (забіг) Умаджесті Вільямс (забіг) | 3.05,26     | Велика Британія Алекс Гейдок-Вілсон Джозеф Браєр Алістер Чалмерс Алекс Ніббс Елліс Грітрекс (забіг) | 3.05,64        |
| Ходьба 10000 метрів            | Чжан Яо КНР                                                                                         | 40.32,06 PB   | Давід Уртадо Еквадор                                                                                         | 40.32,06 PB | Хосе Едуардо Ортіс Гватемала                                                                        | 40.45,26 NU20R |
|                                | |               | |             | |                |
| Стрибки у висоту               | Антоніос Мерлос ГреціяРоберто Вільчес Мексика                                                       | 2,23          | не вручалась                                                                                                 |             | Джувон Блейк СШАБрейтон Пул ПАР                                                                     | 2,23           |
| Стрибки з жердиною             | Арман Дюплантіс Швеція                                                                              | 5,82 CR       | Закері Бредфорд США                                                                                          | 5,55        | Масакі Едзіма Японія                                                                                | 5,55           |
| Стрибки у довжину              | Юкі Хасіока Японія                                                                                  | 8,03          | Майкель Відаль Куба                                                                                          | 7,99        | Вейн Піннок Ямайка                                                                                  | 7,90           |
| Потрійний стрибок              | Хордан Діас Куба                                                                                    | 17,15         | Мартен Ламу Франція                                                                                          | 16,44       | Жонатан Серемес Франція                                                                             | 16,18          |
| Штовхання ядра (6 кг)          | Кайл Блігнот ПАР                                                                                    | 22,07 WU20L   | Адріан Пайпері США                                                                                           | 22,06 AU20R | Одіссей Музенідіс Греція                                                                            | 21,07 NU20R    |
| Метання диска (1,75 кг)        | Кай Чанг Ямайка                                                                                     | 62,36 PB      | Євген Богуцький Білорусь                                                                                     | 61,75       | Клаудіо Ромеро Чилі                                                                                 | 60,81 SB       |
| Метання молота (6 кг)          | Джейк Норріс Велика Британія                                                                        | 80,65 NU20R   | Михайло Кохан Україна                                                                                        | 79,68 PB    | Михайло Гаврилюк Україна                                                                            | 77,71 PB       |
| Метання списа                  | Неш Ловіс Австралія                                                                                 | 75,31 PB      | Цуріель Педіго США                                                                                           | 73,76 PB    | Моріс Фойгт Німеччина                                                                               | 73,44 PB       |
|                                | |               | |             | |                |
| Десятиборство (юніорське)      | Ешлі Молоні Австралія                                                                               | 8190 CR       | Гарі Хасбрук Австралія                                                                                       | 7798 PB     | Сімон Ехаммер Швейцарія                                                                             | 7642 PB        |

### Юніорки
| Дисципліни                | Золото | Золото         | Срібло                                                                                         | Срібло         | Бронза | Бронза         |
| ------------------------- | --- | -------------- | ---------------------------------------------------------------------------------------------- | -------------- | --- | -------------- |
| 100 метрів                | Бріана Вільямс Ямайка                                                                                      | 11,16          | Тваніша Террі США                                                                              | 11,19          | Крістал Авуа Велика Британія                                                                              | 11,37          |
| 200 метрів                | Бріана Вільямс Ямайка                                                                                      | 22,50 CR       | Лорен Рейн Вільямс США                                                                         | 23,09          | Мартіна Котвіла Польща                                                                                    | 23,21 NU20R    |
| 400 метрів                | Хіма Дас Індія                                                                                             | 51,46          | Андреа Міклос Румунія                                                                          | 52,07 PB       | Тейлор Менсон США                                                                                         | 52,28          |
| 800 метрів                | Дірібе Велтеджи Ефіопія                                                                                    | 1.59,74 CR     | Карлі Томас Австралія                                                                          | 2.01,13 PB     | Делія Склабас Швейцарія                                                                                   | 2.01,29 NU20R  |
| 1500 метрів               | Алемаз Самуель Ефіопія                                                                                     | 4.09,67        | Міріам Чероп Кенія                                                                             | 4.10,73        | Делія Склабас Швейцарія                                                                                   | 4.11,98        |
| 3000 метрів               | Нодзомі Танака Японія                                                                                      | 8.54,01 PB     | Меселу Берхе Ефіопія                                                                           | 8.56,39 PB     | Цигіє Гебреселама Ефіопія                                                                                 | 8.59,20 PB     |
| 5000 метрів               | Беатріс Чебет Кенія                                                                                        | 15.30,77 PB    | Еджгаєху Тає Ефіопія                                                                           | 15.30,87 PB    | Гірмавіт Гебрзіхаір Ефіопія                                                                               | 15.34,01 PB    |
| 100 метрів з бар'єрами    | Тія Джонс США                                                                                              | 13,01          | Брітані Андерсон Ямайка                                                                        | 13,01          | Кортні Джонс США                                                                                          | 13,19          |
| 400 метрів з бар'єрами    | Зеней ван дер Вальт ПАР                                                                                    | 55,34          | Шиенн Салмон Ямайка                                                                            | 56,11          | Ясмін Жиже Швейцарія                                                                                      | 56,98 SB       |
| 3000 метрів з перешкодами | Селліфін Чеспол Кенія                                                                                      | 9.12,78 CR     | Перут Чемутай Уганда                                                                           | 9.18,87        | Вінфред Яві Бахрейн                                                                                       | 9.23,47        |
| 4×100 метрів              | Німеччина Вікторія Дьонікке Корінна Шваб Софія Юнк Деніз Упхофф Кешия Квадво (забіг)                       | 43,82          | Ірландія Моллі Скотт Джина Акпе-Мозес Сіара Невілл Пейшенс Джумбо-Гула Расідат Аделеке (забіг) | 43,90 NU20R    | Велика Британія Крістал Авуа Аліша Ріс Джорджина Адам Ебоні Керр Майр Едвардс (забіг) Вера Чинеду (забіг) | 44,05 SB       |
| 4×400 метрів              | США Сімона Мейсон Шей Андерсон Джулія Мадубуйке Тейлор Менсон Джантейджа Форд (забіг) Аррія Майнор (забіг) | 3.28,74 WU20L  | Австралія Елла Конноллі Кара Жардін Джеміма Расселл Карлі Томас                                | 3.31,36 SB     | Ямайка Джаніель Джозефс Стейсі-Енн Вільямс Шиенн Салмон Каліша Тейлор Кріссані Мей (забіг)                | 3.31,90 SB     |
| Ходьба 10000 метрів       | Алегна Гонсалес Мексика                                                                                    | 44.13,88 AU20R | Мерьєм Бекмез Туреччина                                                                        | 44.17,69 NU20R | Гленда Морехон Еквадор                                                                                    | 44.19,40 AU20R |
|                           | |                |                                                                                                |                | |                |
| Стрибки у висоту          | Карина Таранда Білорусь                                                                                    | 1,92 NU20R     | Соммер Леккі Ірландія                                                                          | 1,90 NU20R     | Марія Фернанда Мурільйо Колумбія                                                                          | 1,90 AU20R     |
| Стрибки з жердиною        | Амаліє Швабікова Чехія                                                                                     | 4,51 NU20R     | Ліса Гуннарссон Швеція                                                                         | 4,35           | Аліс Муандро Франція                                                                                      | 4,35           |
| Стрибки у довжину         | Леа-Ясмін Рікке Німеччина                                                                                  | 6,51 PB        | Аяка Кора Японія                                                                               | 6,37           | Тара Девіс США                                                                                            | 6,36           |
| Потрійний стрибок         | Александра Начева Болгарія                                                                                 | 14,18 WU20L    | Міріелі Сантос Бразилія                                                                        | 13,81 PB       | Давіслейді Веласко Куба                                                                                   | 13,78          |
| Штовхання ядра            | Медісон-Лі Віше Нова Зеландія                                                                              | 17,09 PB       | Чжан Ліньжу КНР                                                                                | 17,05          | Йорінде ван Клінкен Нідерланди                                                                            | 17,05          |
| Метання диска             | Олександра Ємельянова Молдова                                                                              | 57,89          | Хелена Левеелахті Фінляндія                                                                    | 56,80 NU20R    | Сілінда Моралес Куба                                                                                      | 55,37 PB       |
| Метання молота            | Камрін Роджерс Канада                                                                                      | 64,90          | Алісса Вілсон США                                                                              | 64,45          | Яріца Мартинес Куба                                                                                       | 63,82          |
| Метання списа             | Аліна Шух Україна                                                                                          | 55,95 SB       | Томока Кувадзое Японія                                                                         | 55,66          | Дана Бейкер США                                                                                           | 55,04 PB       |
|                           | |                |                                                                                                |                | |                |
| Семиборство               | Ніам Емерсон Велика Британія                                                                               | 6253 WU20L     | Сара Лаггер Австрія                                                                            | 6225 NU20R     | Адріанна Сулек Польща                                                                                     | 5939 NU20R     |

## Медальний залік
| Місце               | Країна              | Золото | Срібло | Бронза | Загалом |
| ------------------- | ------------------- | ------ | ------ | ------ | ------- |
| 1                   | Кенія               | 6      | 4      | 1      | 11      |
| 2                   | Ямайка              | 4      | 5      | 3      | 12      |
| 3                   | США                 | 3      | 8      | 7      | 18      |
| 4                   | Ефіопія             | 3      | 2      | 4      | 9       |
| 5                   | Велика Британія     | 3      | 1      | 3      | 7       |
| 6                   | ПАР                 | 3      | 0      | 1      | 4       |
| 7                   | Австралія           | 2      | 3      | 0      | 5       |
| 8                   | Японія              | 2      | 2      | 2      | 6       |
| 9                   | Німеччина           | 2      | 0      | 2      | 4       |
| 10                  | Мексика             | 2      | 0      | 0      | 2       |
| 11                  | Куба                | 1      | 1      | 3      | 5       |
| 12                  | Україна             | 1      | 1      | 1      | 3       |
| 13                  | Білорусь            | 1      | 1      | 0      | 2       |
| 13                  | КНР                 | 1      | 1      | 0      | 2       |
| 13                  | Швеція              | 1      | 1      | 0      | 2       |
| 16                  | Бельгія             | 1      | 0      | 1      | 2       |
| 16                  | Греція              | 1      | 0      | 1      | 2       |
| 18                  | Індонезія           | 1      | 0      | 0      | 1       |
| 18                  | Індія               | 1      | 0      | 0      | 1       |
| 18                  | Італія              | 1      | 0      | 0      | 1       |
| 18                  | Болгарія            | 1      | 0      | 0      | 1       |
| 18                  | Канада              | 1      | 0      | 0      | 1       |
| 18                  | Молдова             | 1      | 0      | 0      | 1       |
| 18                  | Нова Зеландія       | 1      | 0      | 0      | 1       |
| 18                  | Чехія               | 1      | 0      | 0      | 1       |
| 26                  | Ірландія            | 0      | 2      | 0      | 2       |
| 26                  | Уганда              | 0      | 2      | 0      | 2       |
| 28                  | Франція             | 0      | 1      | 2      | 3       |
| 29                  | Бразилія            | 0      | 1      | 1      | 2       |
| 29                  | Еквадор             | 0      | 1      | 1      | 2       |
| 29                  | Норвегія            | 0      | 1      | 1      | 2       |
| 32                  | Австрія             | 0      | 1      | 0      | 1       |
| 32                  | Катар               | 0      | 1      | 0      | 1       |
| 32                  | Румунія             | 0      | 1      | 0      | 1       |
| 32                  | Туреччина           | 0      | 1      | 0      | 1       |
| 32                  | Фінляндія           | 0      | 1      | 0      | 1       |
| 37                  | Швейцарія           | 0      | 0      | 4      | 4       |
| 38                  | Польща              | 0      | 0      | 2      | 2       |
| 39                  | Гватемала           | 0      | 0      | 1      | 1       |
| 39                  | Бахрейн             | 0      | 0      | 1      | 1       |
| 39                  | Колумбія            | 0      | 0      | 1      | 1       |
| 39                  | Нідерланди          | 0      | 0      | 1      | 1       |
| 39                  | Чилі                | 0      | 0      | 1      | 1       |
| Загалом (43 збірні) | Загалом (43 збірні) | 45     | 43     | 45     | 133     |

## Онлайн-трансляція
Світова легка атлетика здійснювала вебтрансляцію чемпіонату на власному YouTube-каналі.
- -  День 1 (ранкова сесія) на YouTube
  -  День 1 (вечірня сесія) на YouTube
  -  День 2 (ранкова сесія) на YouTube
  -  День 2 (вечірня сесія) на YouTube
  -  День 3 (ранкова сесія) на YouTube
  -  День 3 (вечірня сесія) на YouTube
  -  День 4 (ранкова сесія) на YouTube
  -  День 4 (вечірня сесія) на YouTube
  -  День 5 (ранкова сесія) на YouTube
  -  День 5 (вечірня сесія) на YouTube